# Jacques Gintrac
Jacques Gintrac est un homme politique français né en 1754 à Annesse-et-Beaulieu (Dordogne) et mort le 14 juillet 1814 au même lieu.

## Biographie
Administrateur du département, il est élu député de la Dordogne au Conseil des Anciens le 26 germinal an VII. Après le coup d'État du 18 Brumaire, il passe au Corps législatif, où il siège jusqu'en 1805.

## Sources
- « Jacques Gintrac », dans Adolphe Robert et Gaston Cougny, Dictionnaire des parlementaires français, Edgar Bourloton, 1889-1891 [détail de l’édition]